# Qeqertarsuaq (Qaanaaq)
77°24′49.558″N 70°11′44.772″V / 77.41376611°N 70.19577000°V
 For alternative betydninger, se Qeqertarsuaq (flertydig). (Se også artikler, som begynder med Qeqertarsuaq)
Qeqertarsuaq er en forladt by, som ligger på Herbert Ø i Avannaata Kommune, i den nordvestlige del af Grønland.
Navnet betyder Stor ø, og er også navnet på flere andre øer på Grønland. Disko hedder også Qeqertarsuaq, og er større. Øen Qeqertarsuaq (Upernavik) er også noget større end den i Qaanaaq.
Indtil slutningen af 1980-tallet var dette en levedygtig by, med gode fangstmuligheder. Efter dette er mange flyttet til Qaanaaq, en centralisering man også ser i de fleste andre grønlandske kommuner. KNI havde en butik her i 1994, og efter dette, har der næsten ikke boet folk her. I 1998 var der tre fastboende mennesker. Husene her bruges fortsat af jægere og både skolen og kirken står fortsat fuldt udstyret.